# Periboeum obscuricorne
Periboeum obscuricorne är en skalbaggsart som beskrevs av Martins och Monné 1975. Periboeum obscuricorne ingår i släktet Periboeum och familjen långhorningar. Inga underarter finns listade i Catalogue of Life.